# Super NES Mouse
El Super NES Mouse es un periférico lanzado por Nintendo en el año 1992 para la consola Super Nintendo Entertainment System (t.c.c SNES). Fue originalmente diseñado para ser usado con el juego Mario Paint y fue vendido junto a este cartucho en un pack que incluía un mousepad (o alfombrilla) de plástico. Un tiempo después de su introducción al mercado, varios otros títulos fueron lanzados con una compatibilidad con el mouse SNES.
Aunque este dispositivo es semejante tanto en apariencia y en funcionalidades a un típico ratón de tipo mecánico con dos botones, es más pequeño que la mayoría de los ratones de la época y tenía un cable más corto que el estándar de controlador de Super NES.

## Lista de juegos compatibles
El mouse de Super NES fue apoyado por muchos juegos mientras se mantuvo vigente, e incluso fue compatible con el accesorio Super Game Boy. Algunos juegos que fueron lanzados después del mouse SNES, como Tetris & Dr. Mario y Kirby Super Star, mostraban un mensaje de aviso que indicaba que el mouse era incompatible con ese juego y que tendría que hacer que se perdiera toda la información grabada en el juego.
He aquí una lista completa de todos los juegos compatibles con este accesorio:
- Acme Animation Factory
- Kid Kirby (nunca fue lanzado)
- Alice no Paint Adventure (sólo en Japón)
- Arkanoid: Doh It Again
- Bishoujo Senshi Sailor Moon S Kondowa Puzzle de Oshioikiyo! (solo en Japón)
- Brandish 2: The planet buster y Brandish 2 Expert (solo en Japón)
- BreakThru!
- Civilization
- Cameltry
- Cannon Fodder
- Hiouden: Mamono-tachi tono Chikai (solo en Japón)
- Jurassic Park
- King Arthur's World
- Koutetsu No Kishi (solo en Japón)
- Koutetsu No Kishi 2 (solo en Japón)
- Koutetsu no Kishi 3 (solo en Japón)
- Lamborghini American Challenge
- Lemmings 2: The Tribes
- Lord Monarch (solo en Japón)
- The Lord of the Rings
- Mario and Wario (solo en Japón)
- Mario Paint
- Mario's Super Picross (solo en Japón)
- Mario's Early Years: Pre-School
- Mega Lo Mania
- Might and Magic III
- Motoko-chan no Wonder Kitchen (solo en Japón)
- Nobunaga's Ambition
- Operation Thunderbolt
- Pieces
- Populous II
- Power Monger
- Revolution X
- San Goku Shi Seishi: Tenbu Spirits (solo en Japón)
- Shien's Revenge
- SimAnt
- Snoopy Concert
- Sound Fantasy (nunca fue lanzado)
- Spellcraft (nunca fue lanzado)
- Super Caesars Palace
- Super Castles (solo en Japón)
- Super Noah's Ark 3D
- Super Pachi-slot Mahjong
- Super Robot Wars 3
- Super Solitaire
- Terminator 2: The Arcade Game
- Tin Star
- Tokimeki Memorial (solo en Japón)
- Troddlers
- Utopia
- Vegas Stakes
- Warrior of Rome III (nunca fue lanzado)
- Wolfenstein 3D
- Wonder Project J
- Zan 2: Spirits (solo en Japón)
- Zan 3: Spirits (solo en Japón)

## Recepción y legado
El juego Mario Paint junto a su paquete Mouse vendió más de un millón de unidades hasta marzo de 1993.
En 1999, un accesorio tipo ratón fue lanzado para la consola sucesora de la SNES, la Nintendo 64, creado para ser usado con videojuegos que usaran el periférico 64DD. Además, también se lanzó un paquete de 'ratón+juego de arte' en Nintendo 64, el Mario Artist: Paint Studio.
En 2017, Hyperkin lanzó el Hyper Click Mouse, un ratón que utiliza detección óptica de movimiento en lugar de la bola giratoria utilizada en el modelo original.
A 25 de julio de 2025 el Super NES Mouse es compatible con los juegos de Nintendo Classics, el emulador de juegos retro.